# 京品ホテル
京品ホテル（けいひんホテル）は、かつて東京都港区にあったビジネスホテルである。
品川駅前の一等地に位置していたが、運営者であった京品実業株式会社の経営不振などから2008年（平成20年）に廃業した。

## 概要

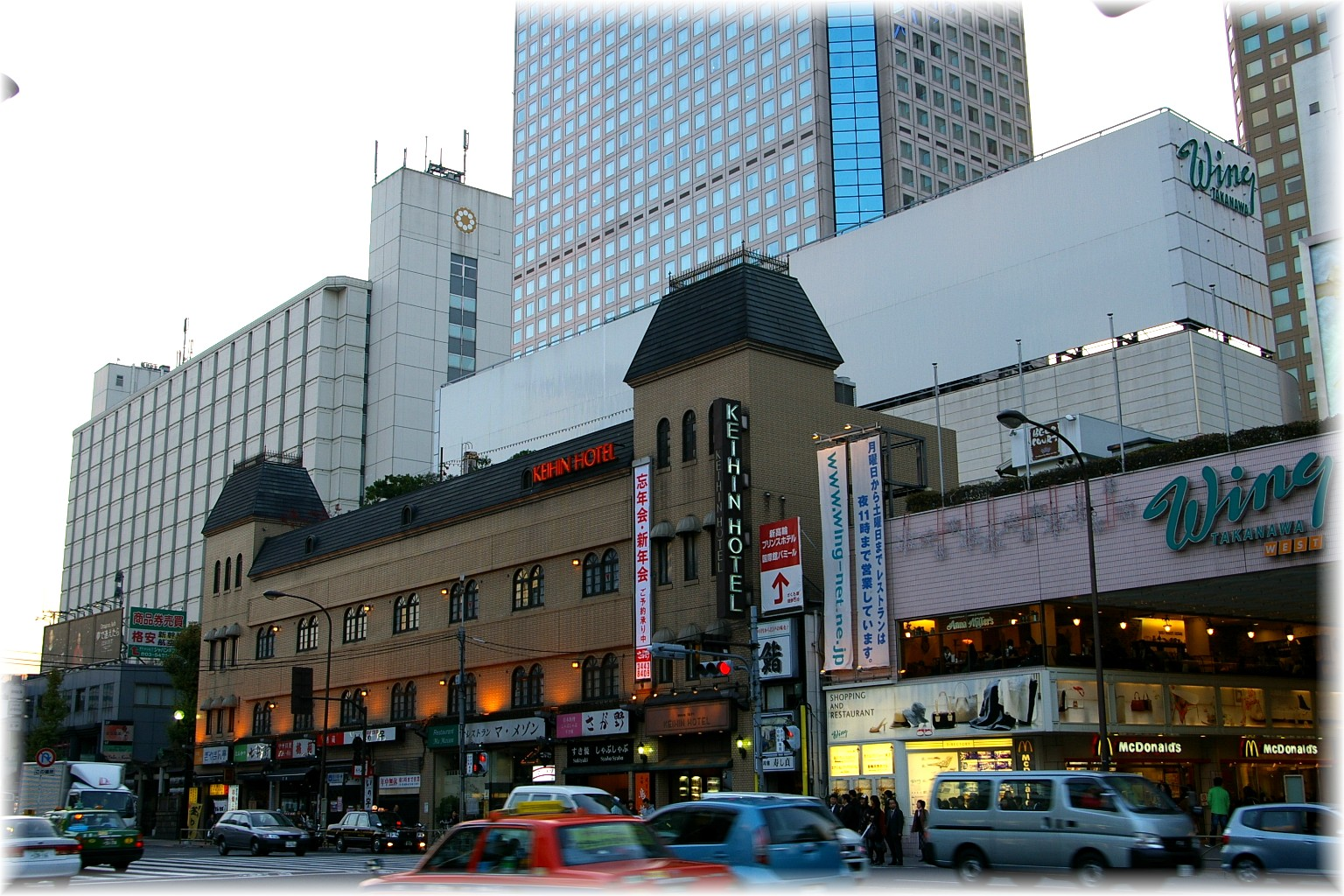
京品ホテル
2008年（平成20年）11月撮影

1871年（明治4年）に、「小林旅館」として開業した。
廃業時に存在していた建物は、1930年（昭和5年）に建築されたものである。4階建てで、総客室数は52室。品川駅高輪口正面の一等地に立地していた。ターミナル駅の目の前という立地と手頃な価格を特徴としていた。宴会場、会議室を併設していたほか、複数の飲食店が入居していた。
ホテル名の「京品」は、「東京」と「品川」から一字ずつ取ったもの。京浜地区にあることと、最寄駅である京浜急行電鉄品川駅があることから、しばしば「京浜ホテル」と誤解され、そのように表記されることもあった。なお、京浜急行電鉄および京急グループとは人的、資本的にも全く関係は無い。

## 廃業時に入居していた料飲施設
- 日本料理 さが野
- 酒蔵の字
- とんかつ 七兵衛
- 串焼と釜飯 ぎやまん亭
- 地鶏 鳥華
- 高輪どんどん

## 京品実業株式会社

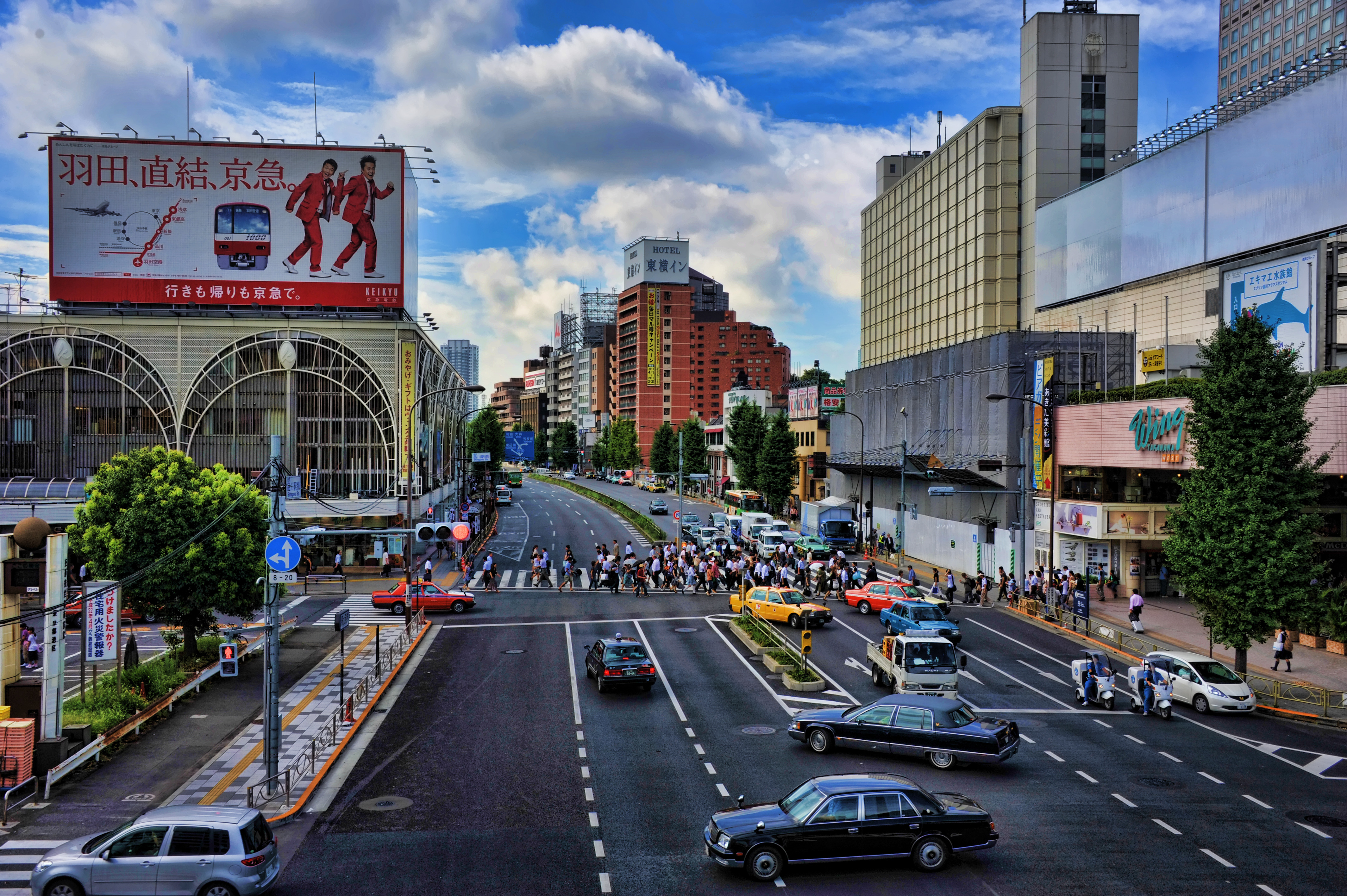
品川駅前（2011年）

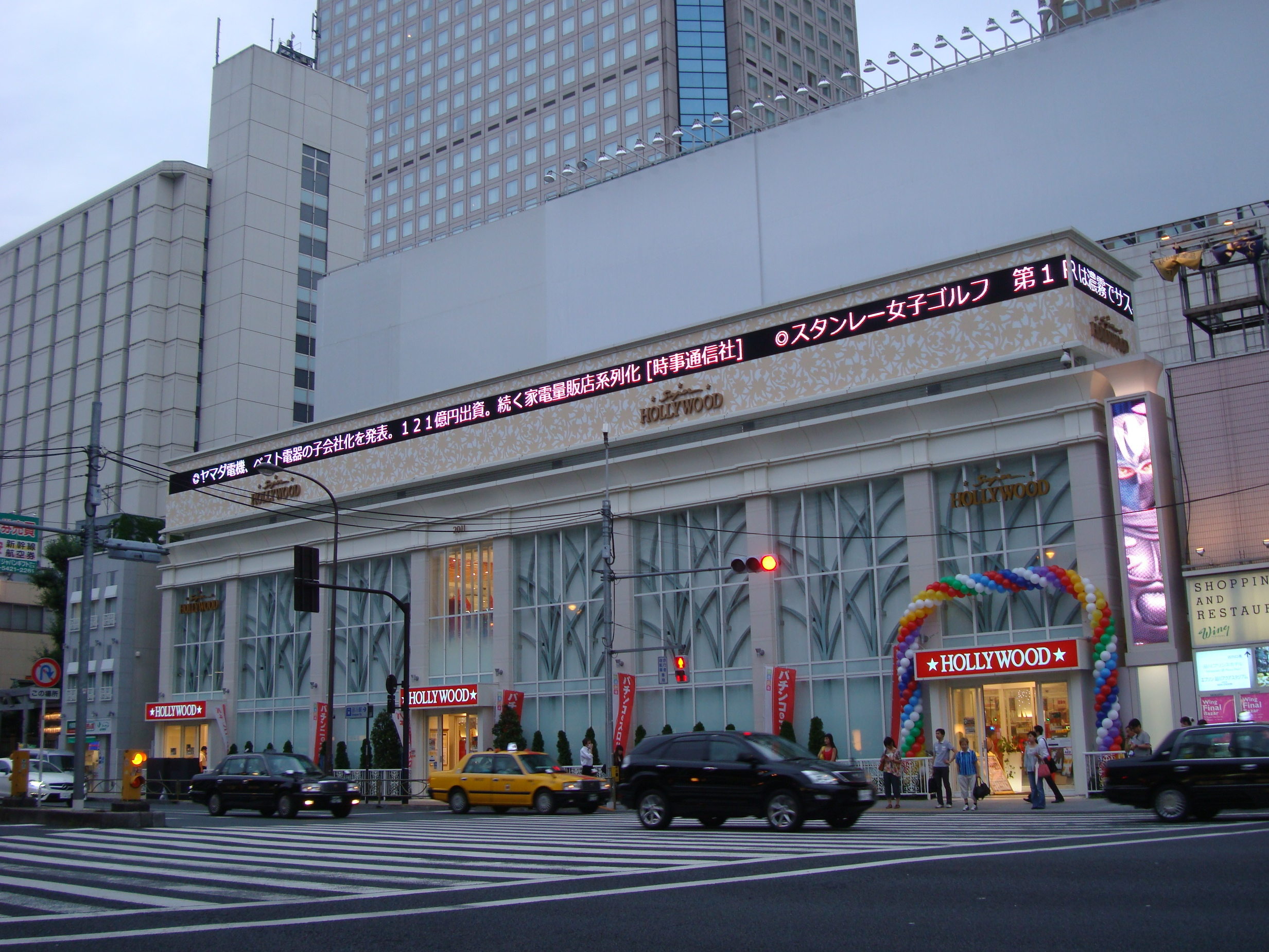
ホテル跡地で営業するパチンコ店（2012年）

### 労使紛争と金融危機
バブル期のリゾートホテル経営など多角経営に伴う約60億円の債務を抱えていることに加え、建物が耐震基準を満たさないこと、耐震基準を満たすためには約20億円の改装費を要することなどを理由に、京品実業はホテルを担保に債権を売却することを決定。2008年（平成20年）5月8日に、経営者から従業員に対し、退職金40%上乗せ及び、有給買取を条件に10月20日の廃業と解雇を通告した。これに対し、一部の従業員は、解雇撤回を求め、労働組合を結成し、団体交渉を行うなどした。
京品実業の債権は、各金融機関からリーマンブラザーズ証券（投資銀行リーマンブラザーズの日本法人）が設立した債権買取の子会社・サンライズファイナンス株式会社に全て買い取られており、更に株式会社LCホテルズに売却される予定となっていた。
10月20日、経営者は当初の通告通り、ホテルの廃業と従業員の全員解雇を正式に発表した（翌日の10月21日の臨時株主総会で会社解散し、以後は清算法人となった）が、一部の従業員は、これに対して地位保全の裁判を起こすとともに、10月21日より東京ユニオンから資金を借り、元従業員が"自主営業"（会社側は不法占拠及び保健所の許可を得てない無許可営業としている）する異常事態に発展した。解雇通告された元従業員の地位保全裁判の結果が出ないままの廃業だった。ただし、この廃業とは廃業手続きに入ったという意味で、債権債務の整理が終わらないと正式な廃業はできない。
一方、債権者であるサンライズファイナンスは、サブプライム問題に端を発した米国発の世界金融危機と同年9月14日のリーマン・ショックの影響で、9月16日に、東京地方裁判所に対し、負債額約3639億円で民事再生法の適用を申請した。
ホテルの土地及び建物は、2008年（平成20年）5月1日付で既に売却済みであり、京品実業は10月31日付で引き渡し履行の義務があったが、11月19日時点では所有権移転登記はまだ行われていなかった。元従業員達は、対抗して、11月以降も"自主営業"を継続したほか、10月31日に元従業員46人の地位確認を求める訴訟を東京地裁に起こした。一方、サンライズファイナンス側は、11月5日に、元従業員の立入禁止の仮処分を申請した。また、不法占拠による損害金を求めているが、東京ユニオン側では「一切払う必要は無い」と拒否している。なお、当初ホテルの土地建物を取得するとされていた株式会社LCホテルズは、当該売買契約を破棄している。
96日間に渡って"自主営業"を続けてきたが、2009年（平成21年）1月15日に、東京地裁は、不法占拠している元従業員に対して、建物明渡しの仮処分決定（立ち退き命令）を行なう。期限までに自主的な退去が行なわれなかったことから、2009年1月25日朝7時から、明渡しの強制執行が行われ、立ち入りを行おうとした執行官・シンテイ警備・警察側と元従業員・労組の間で衝突が起きたものの、元従業員らは強制的に排除された。なお元従業員らが地位確認を求めた訴訟は、2010年（平成22年）1月29日に金銭的な解決で合意し、和解が成立した。原告はその内容を「勝利的な和解内容」と評価した
一方、サンライズファイナンスの保有する京品実業の債権は、2009年7月に別会社・リバイバル1特定目的会社に債権譲渡された。債権を取得した同社が、同年9月24日に、東京地裁へ京品実業の破産を申し立て、同年10月23日に、東京地裁から破産手続開始決定を受けた。負債総額は約70億円とみられている。
ホテルの解体工事は2010年7月より開始され11月までに更地となり、跡地には株式会社成通のパチンコ店・「スーパーハリウッド品川」が建設され、2012年（平成24年）1月に開業している。

## テレビ番組
- 日経スペシャル ガイアの夜明け 世界金融危機の真相（2008年11月11日、テレビ東京）[8] - 解雇されたホテルマンの闘いを取材。